# Dostoïevskaïa (métro de Saint-Pétersbourg)
Pour les articles homonymes, voir Dostoïevski (homonymie).
Dostoïevskaïa (en russe : Достое́вская) est une station de la ligne 4 du Métro de Saint-Pétersbourg. Elle est située, près de la rue Dostoïevski, dans le raïon Central à Saint-Pétersbourg en Russie.
Mise en service en 1991, elle est desservie par les rames de la ligne 4 du métro de Saint-Pétersbourg. Elle est notamment en correspondance directe avec : la station Vladimirskaïa desservie par la ligne 1.

## Situation sur le réseau

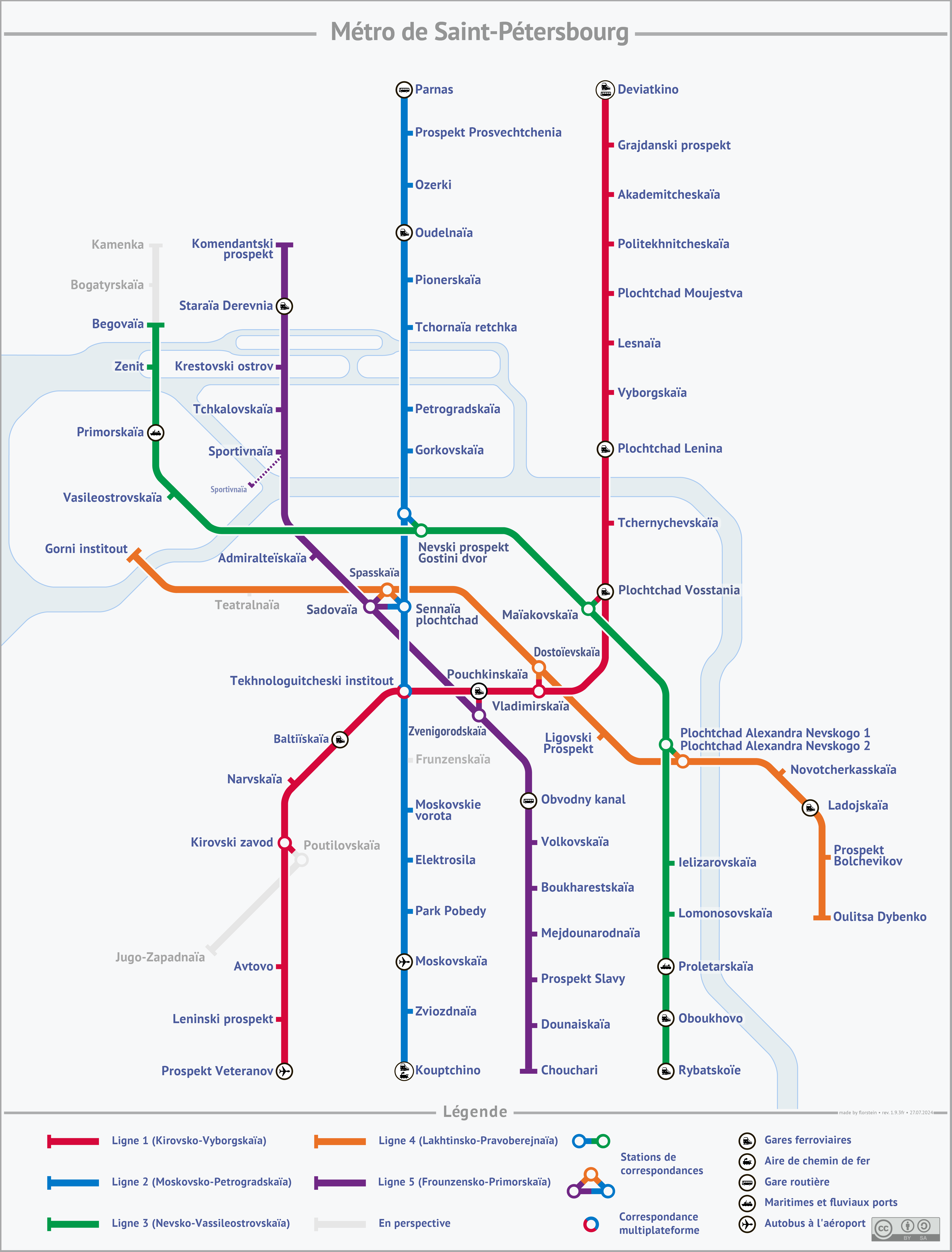
Plan du métro.

Établie en souterrain, à 62 mètres de profondeur,'Dostoïevskaïa est une station de passage de la ligne 4 du métro de Saint-Pétersbourg. Elle est située entre la station Spasskaïa, terminus ouest, et la station Ligovski prospekt en direction du terminus estOulitsa Dybenko.
La station dispose d'un quai central encadré par les deux voies de la ligne.

## Histoire
La station Dostoïevskaïa est mise en service le 30 décembre 1991, lors de l'ouverture à l'exploitation de Plochtchad Alexandra Nevskogo 2 à Sadovaïa (station transférée à la ligne 5 en 2009). Elle doit son nom au musée Dostoïevski, établi dans l'appartement où il vécut, situé à proximité.

## Services aux voyageurs

### Accès et accueil
Elle dispose d'un pavillon de surface, intégré et encastré dans le bâti environnant, qui est en relation avec l'ouest du quai par un tunnel en pente, équipé de trois escaliers mécaniques, se poursuivant par un couloir qui débouche sur le quai par deux escaliers fixes.

Installations
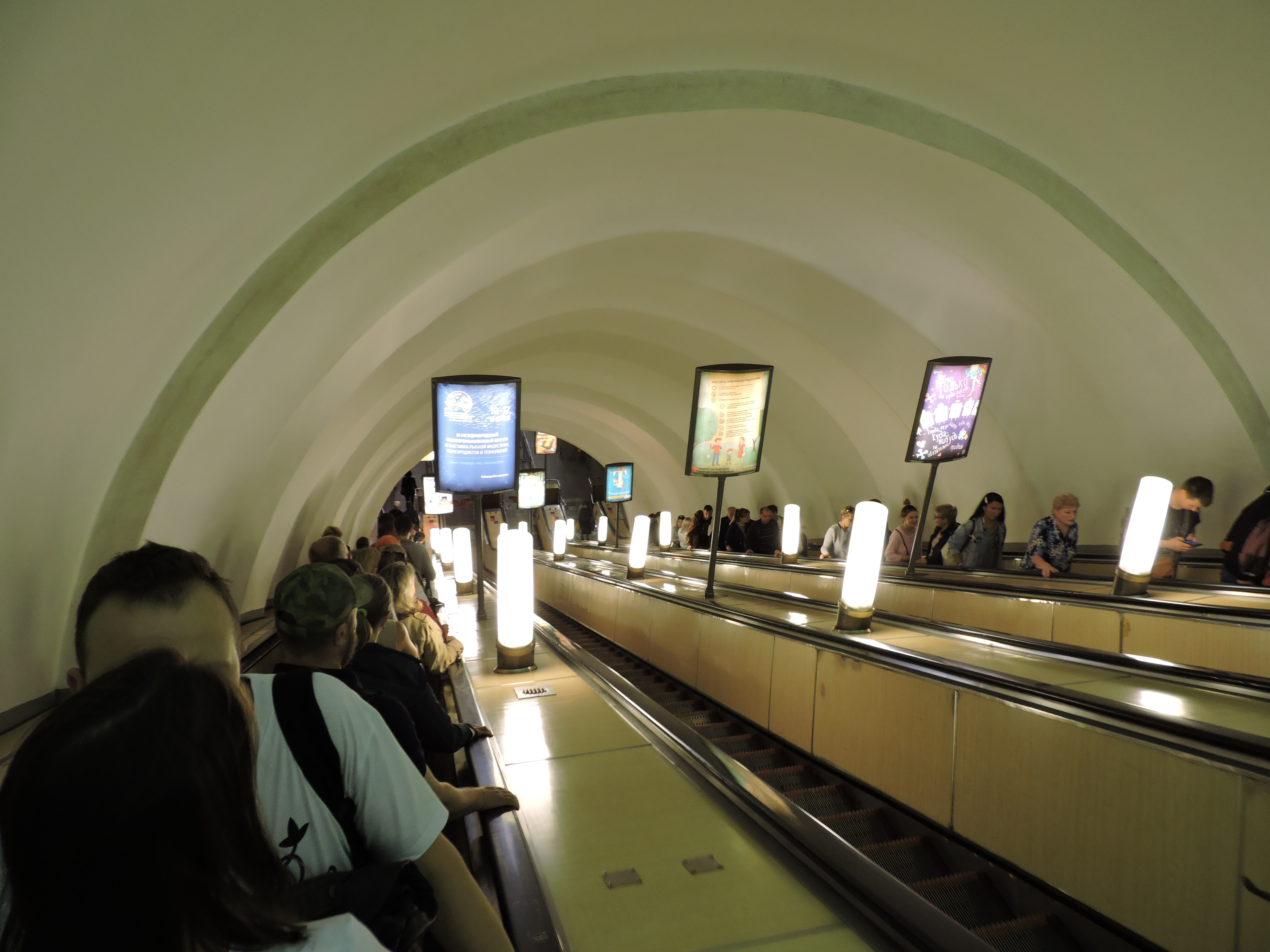
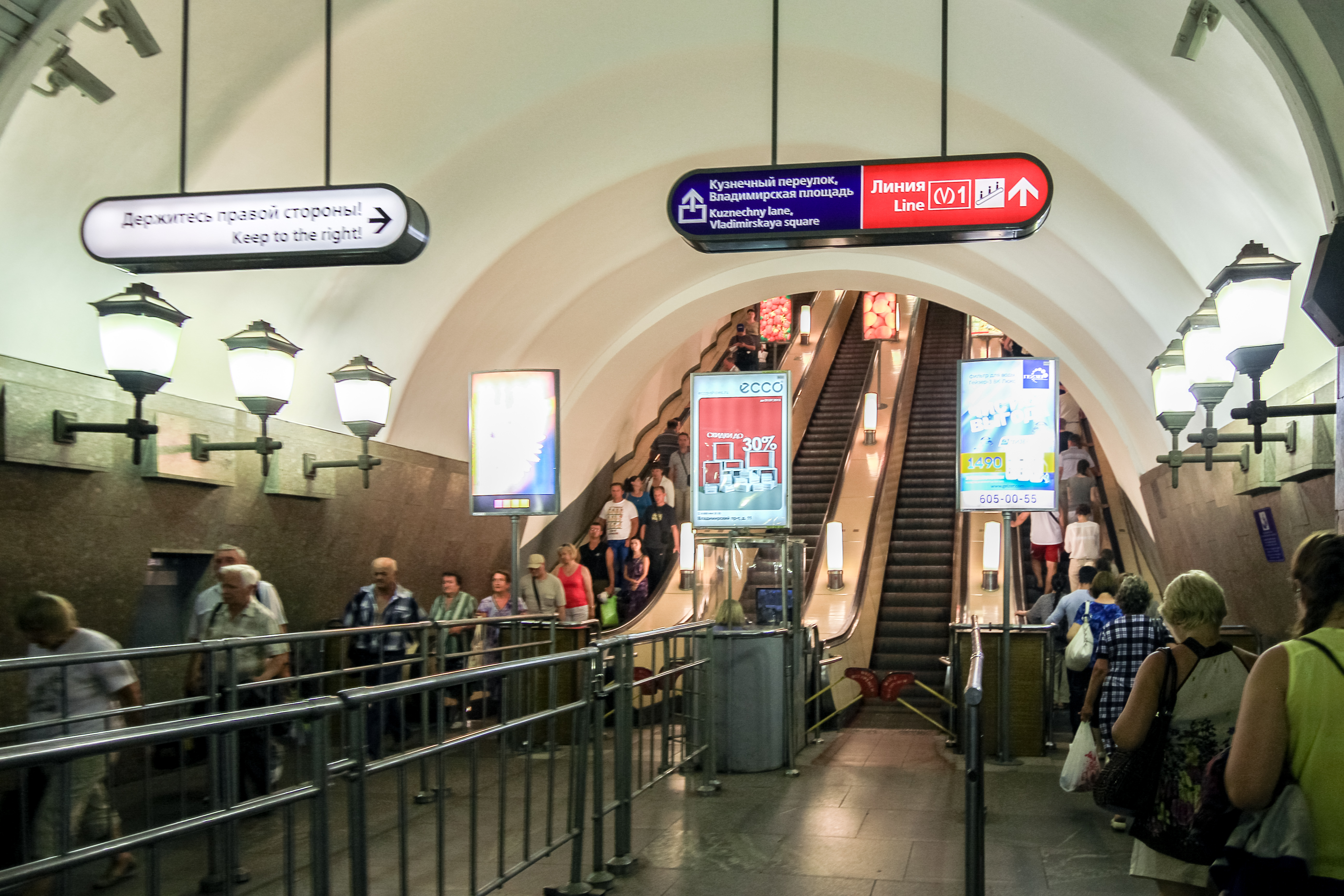

### Desserte
Dostoïevskaïa est desservie par les rames de la ligne 4 du métro de Saint-Pétersbourg.

Installations et desserte
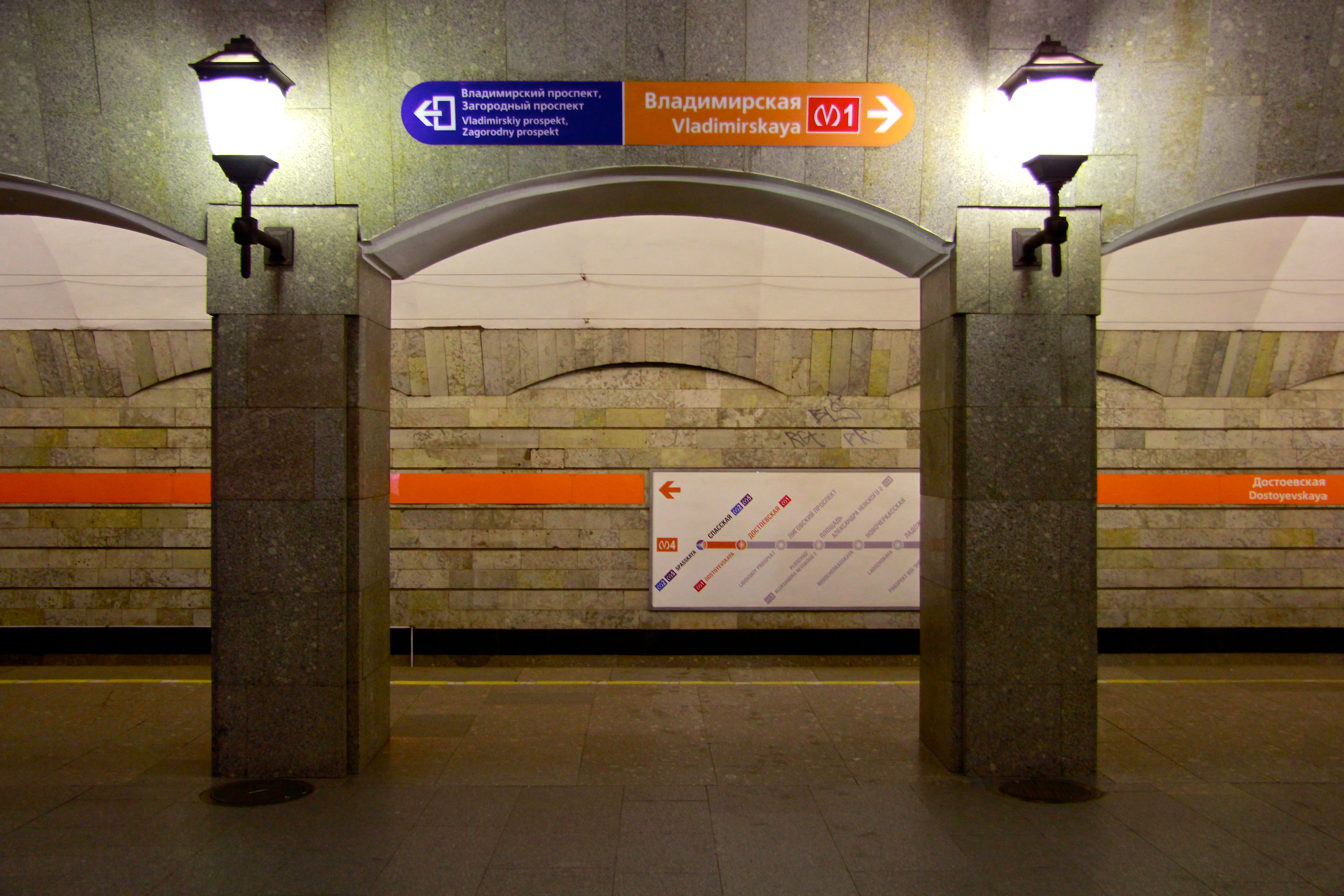
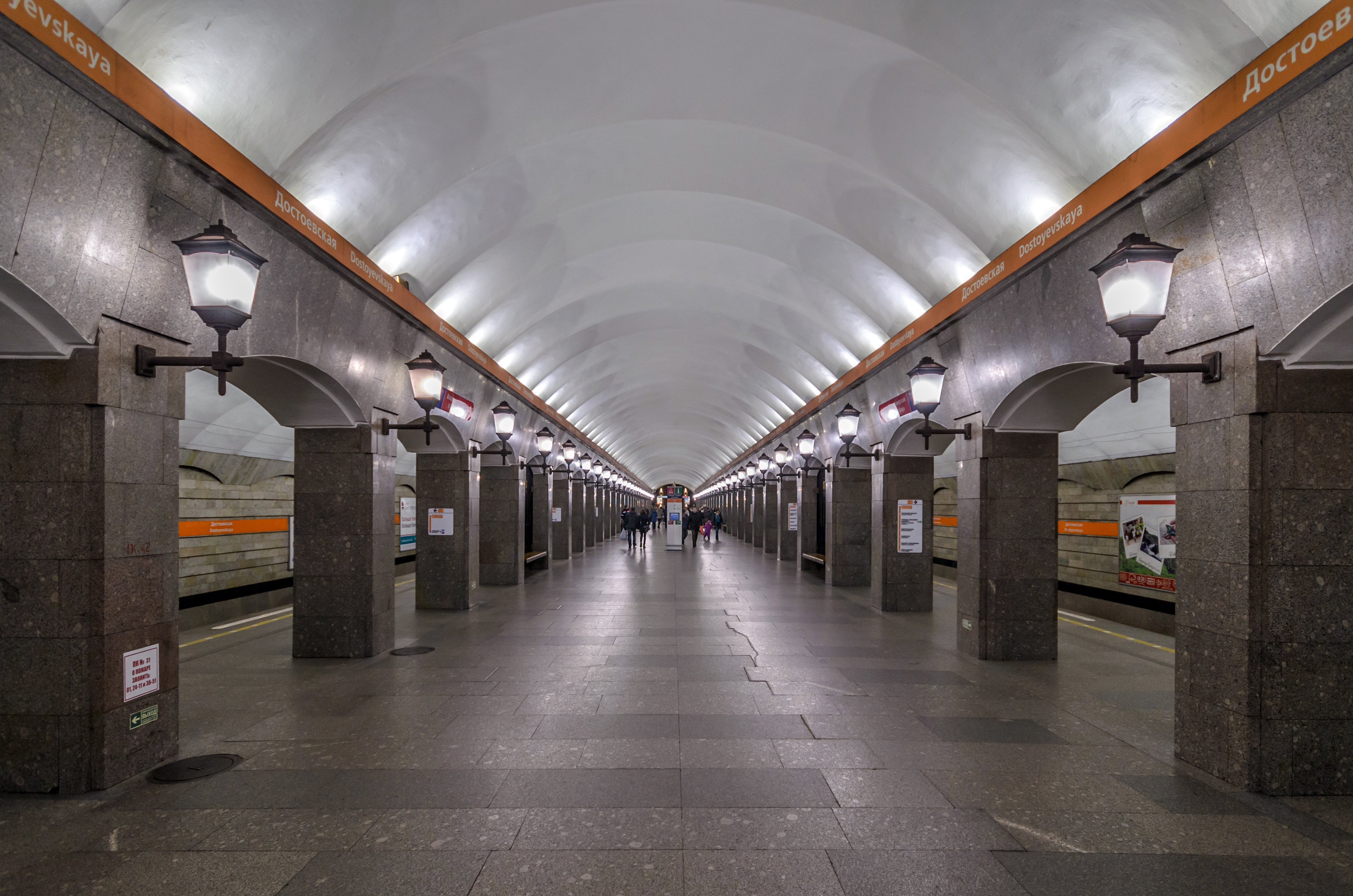
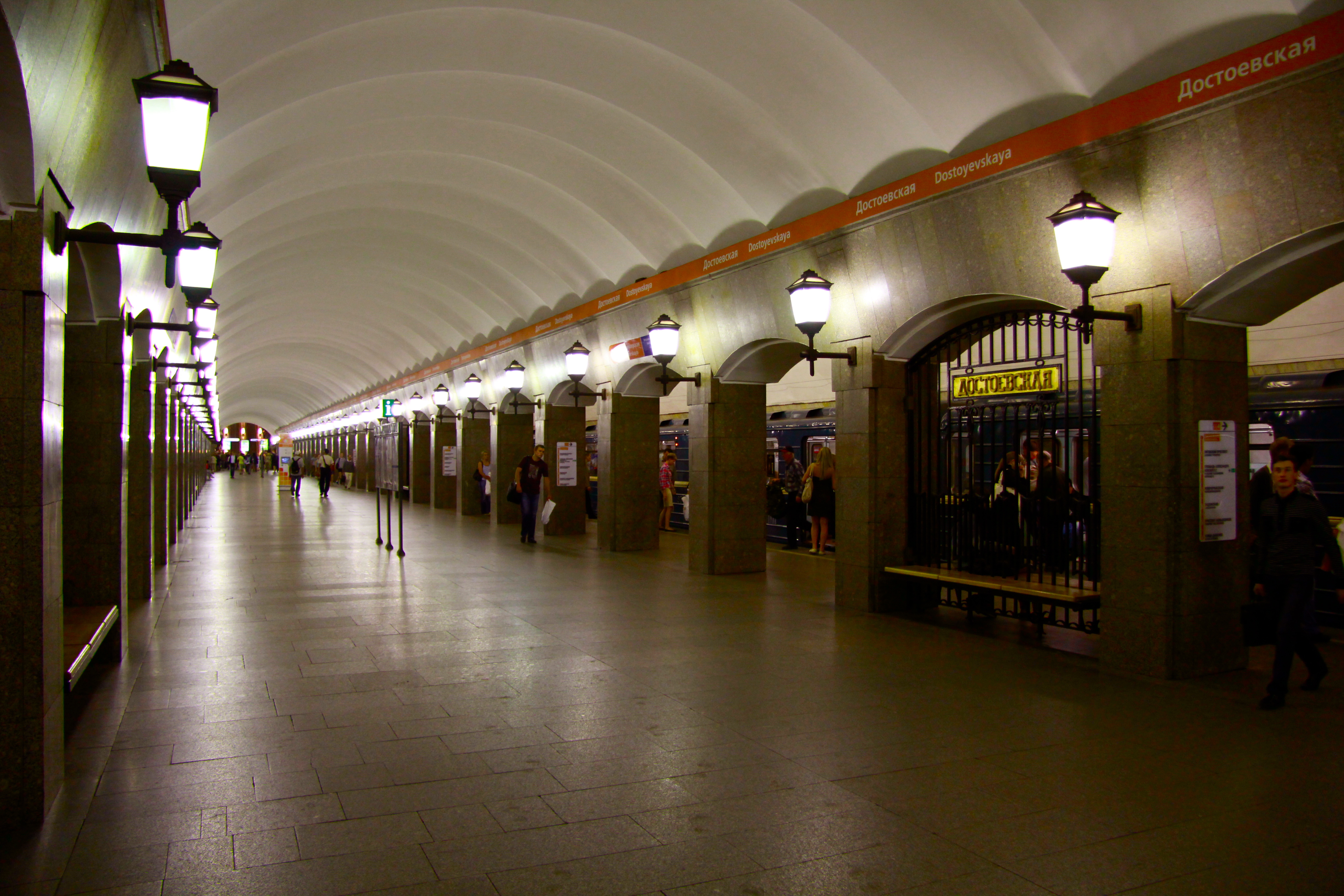

### Intermodalité
Elle est en correspondance direct, par une relation souterraine piétonne, avec la station Vladimirskaïa, desservie par la ligne 1 du métro de Saint-Pétersbourg. À proximité : une station des Trolleybus de Saint-Pétersbourg est desservie par les lignes 3, 8 et 15 ; et des arrêts de bus sont desservis par plusieurs lignes.

## À proximité
- Musée Dostoïevski
- Rue Dostoïevski
- Cathédrale Notre-Dame-de-Vladimir de Saint-Pétersbourg